# Mennyország

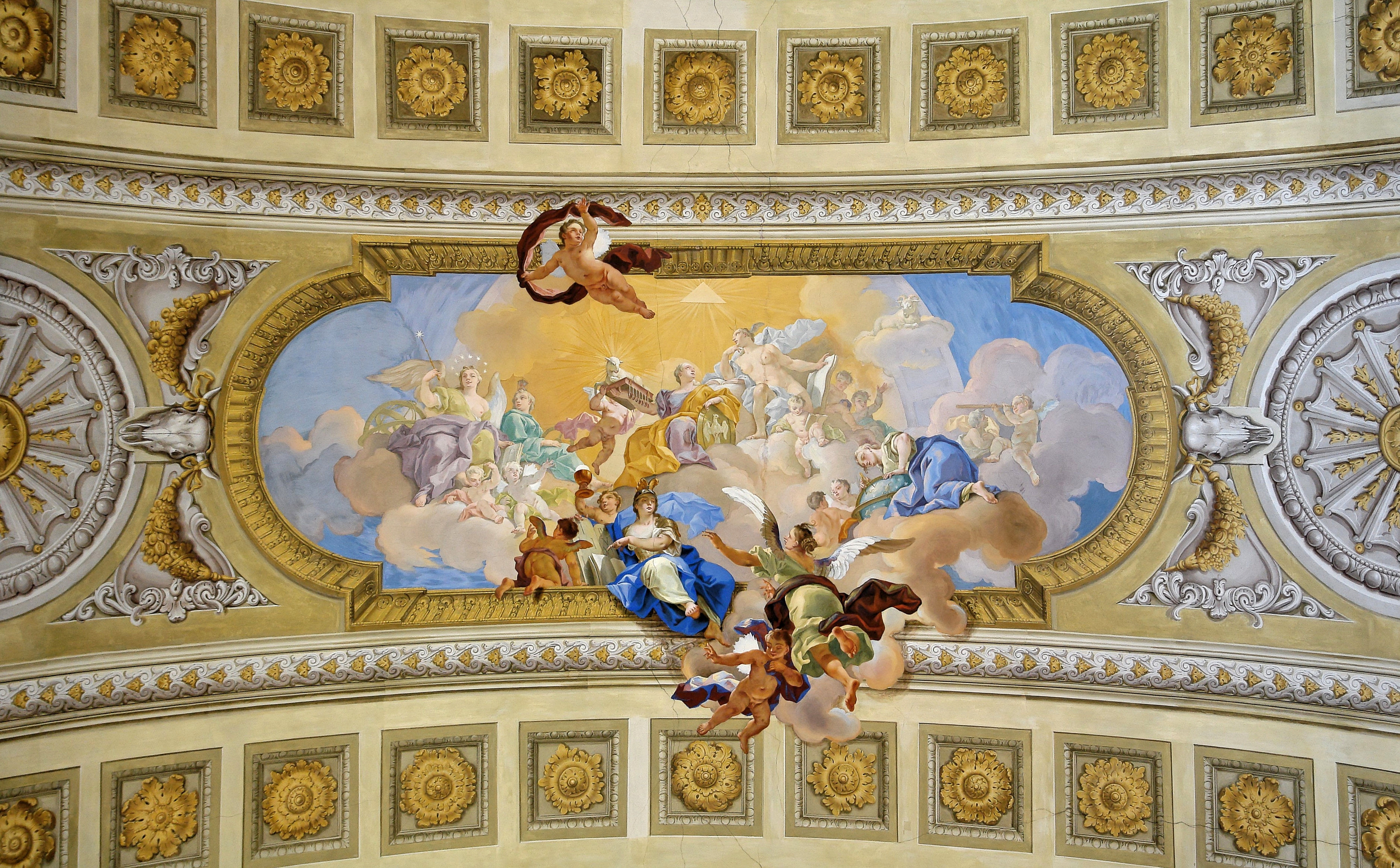
Daniel Gran: A mennyország allegóriája

A mennyország a vallási-teológiai nyelvben az Istentől remélt és beteljesült üdvösség, az üdvözült embernek juttatott örök boldogság helye, ahol Isten, az angyalok, a szentek stb. élnek. A keresztény és a zsidó vallás szerint Isten és angyalai transzcendens lakhelye. A látomások, meditációk, különféle vallási nézetek és művészi alkotások számtalan formában mutatták be a mennyország elképzelését.
Rövid neve: menny, egyéb nevei: mennyek országa, Isten országa, Dzsanna stb. Egyéb megnevezései: beteljesedés, örök boldogság (hona), a szentek öröksége, hazája stb. Az ábrahámi vallások alapján az ember halála, illetve a végítélet után mindenkiről eldől, hogy a mennybe kerül-e vagy a pokolba, a Sátán birodalmába.
A katolikus modernista teológiában a mennyország pusztán egy metafora.

## Judaizmus
A mennyről alkotott bibliai elgondolás olyan kozmológiára korlátozódik, amely szerint létezik egy föld fölötti birodalom vagy térség, ahol Isten és közvetítői laknak. A Biblia alapján Isten a mennyből tekint le és szólal meg; amikor az emberekhez látogat el, a mennyből száll alá és oda tér vissza. Ezt a képi elgondolást azonban mítosztalanítja is azzal, amikor arról beszél, hogy Istent sem a föld, sem az ég, sőt „az egeknek egei sem” fogadhatják magukba.
Az Ószövetség többször is kifejezi azt a reményt, hogy Isten oltalmában az ember túléli a halált, ennek kapcsán mennyországról nem beszél. Ez azért van, mert a katolikus teológia szerint a vallásos zsidók és a jámbor pogányok a pokol tornácán várakoztak, amíg Jézus alászállott hozzájuk, és megnyitotta előttük a mennyek kapuját.
Az Isten emanációival számoló kabbala különböző mennyek összetett rendszerét dolgozta ki. 

## Újszövetség
Jézus több szentírási helyen beszél a mennyek országáról. Atyám házában sok hely van, ha nem így volna, megmondtam volna nektek. Azért megyek el, hogy helyet készítsek nektek. Ha aztán elmegyek, és helyet készítek nektek, újra eljövök, és magammal viszlek benneteket, hogy ti is ott legyetek, ahol én vagyok. (Jn 14:2-3) Pál apostol: A mi hazánk azonban a mennyben van. Onnan várjuk az Üdvözítőt is, Urunkat, Jézus Krisztust. (Fil 3:20) A Jelenések könyve szerint a történelem végén a földi Mennyország ideje köszönt be, a régi Menny és föld elmúlván, ez lesz az Új Jeruzsálem.

## Kereszténység
A mennyország Isten és angyalai lakhelyének számít, s az idők végén, az utolsó ítélet után az összes megváltott is a mennyben nyeri el jutalmát. Az Újszövetség alapján a hívőknek arra kell törekedniük, ami ott fönn van; ott van a „hazájuk”.
A bibliai szövegekben a mennyel – mint az örök boldogság színhelyével – azonos jelentésben szerepelhet a paradicsom kifejezés.
Az Éden mindig alapvető mintának számított; a paradicsom ugyan elveszett, de visszanyerhető.
A „mennyei Jeruzsálem” a jelenések könyve alapján az égből száll alá, és Isten eszkatologikus lakhelye lesz az átalakult Földön (→ új Föld), a megváltott emberek közösségében.

### Katolicizmus
A római katolikus egyház tanítása szerint ide kerülnek még – a tisztítótűz után – azok a lelkek is, amelyek a megszentelő kegyelem állapotában haltak meg, azaz haláluk pillanatában nem terhelte őket súlyos, ún. halálos bűn, illetve megbánták az/oka/t). A katolikusok hite szerint Istennel és az angyalokkal együtt a mennyben laknak a szentek is, hisz ők már biztosan üdvözültek.
A hagyományuk szerint a mennyország kapujának kulcsait Szent Péter őrzi, a lelkeket pedig Szent Mihály viszi a mennybe.

## Iszlám
A mennyet jelölő arab kifejezések a dzsanna (جنّة = kert) és a firdausz (فردوس = paradicsom).
A Korán korai szúrái igen érzékletesen írják le a mennyország gyönyöreit és a pokolban elszenvedendő büntetéseket. Néhány hittudós szerint allegorikusan kell értelmeznünk a Koránban és a hadíszokban szereplő leírásokat.

## A túlvilág
A túlvilág jelentése, a vallási érzések és hovatartozástól független vélemények a halálon túli létezésre. Az embereknek általában határozott elgondolásaik vannak a túlvilágról. A materialisták szerint semmi sincs utána. Az ilyen jellegű beszámolókról az a véleményük, hogy mivel visszajött a halálközeli élményben részesült, ezért nem mondható, hogy az van a halál után amit látott, tapasztalt. A valláshoz közel állók általában hisznek abban, hogy van valamilyen további élet, akár reinkarnáció, akár csak elhunyt rokonaik további létezésében bíznak.

## A mennyország létezése
Emberek, akiknek halálközeli élményük volt, néha megdöbbentő dolgokról számolnak be. 
- Egy nebraskai protestáns lelkész fia részletesen leírta dédanyját, akit soha sem látott, és a Bibliában szereplő személyeket is. A dédapja személyleírása is pontosan illett rá.[10]

A Yale Egyetem szerzőpárosa, Colleen McDannell amerikai és Bernhard Lang német történész könyvükben az elmúlt négyezer év legjelentősebb vallás- és művészettörténeti személyiségeinek álláspontját mutatják be a túlvilági lét kérdéseiről, Jézustól Aquinói Szent Tamáson át Swedenborgig és a huszadik századi apokaliptikus gondolkodókig.